# Liste von Eisenbahngesellschaften in Ozeanien
Liste der derzeitigen Eisenbahngesellschaften in Australien und Neuseeland.

## Australien

### Komplettbetreiber
- Australian Railroad Group
- Australian Railway Historical Society
- BHP Billiton Iron Ore
- Freight Link (Darwin-Tarcoola Railway)
- Manildra Group
- NSW Rail Transport Museum
- Pemberton Tramway
- Pilbara Iron Railways Division
- Public Transport Authority of Western Australia
- QR Limited, zuvor: Queensland Rail
- RailCorp
- Silverton Rail
- VEOLIA Transport

### Streckennetzbetreiber
- Australian Rail Track Corporation (ARTC)
- Australian Transport & Energy Corridor
- Rail Infrastructure Corporation
- TransAdelaide
- VicTrack Access
- WestNet Rail

### Transportgesellschaft
- Grain Corp
- Great Southern Railway
- Interail Australia
- Pacific National
- Puffing Billy Railway
- SCT
- South Spur Rail Services
- Southern Shorthaul Railroad
- V/Line Passenger

## Neuseeland
- New Zealand Railways Corporation unter der Marke KiwiRail
  - Kiwi Rail Scenic Journeys
- Taieri Gorge Railway
- Transdev